# Elias Arfwedson
Elias Arfwedson, född 1775 i Stockholm, död 1821 i Ununge socken, var en svensk militär och brukspatron.
Elias Arfwedson var son till skeppsredare Carl Kristoffer Arfwedson och Catharina Charlotta von Langenberg. Han blev officer 1791, major vid Livgardet till häst 1805, överste i armén 1812, överstelöjtnant vid Livgardet till häst 1813 och generaladjutant 1815. Han var tillförordnad chef för Livgardet till häst 1815–1817. Arfwedson var disponent för Skebo bruk 1817–1821. Han var ledamot av Krigsvetenskapsakademien.